# Эрхарт, Амелия
Аме́лия Мэ́ри Э́рхарт (англ. Amelia Mary Earhart; 24 июля 1897 — объявлена умершей 5 января 1939) — пионер авиации и американская писательница. Стала первой женщиной-пилотом, перелетевшей Атлантический океан. Была награждена Крестом Лётных Заслуг (англ. Distinguished Flying Cross). Автор нескольких книг-бестселлеров о своих полётах.
Сыграла важную роль в формировании международной организации женщин-пилотов, получившей название «Девяносто девять», и была избрана первым её президентом. С 1935 года являлась приглашённым преподавателем факультета авиационного отделения Университета Пердью; занимая эту должность, стремилась привлекать женщин в сферу авиации и консультировать их в вопросах карьеры. Также была членом Национальной партии женщин и одним из первых сторонников принятия «поправки о равных правах».
В 1937 году при попытке совершить кругосветный полёт на двухмоторном лёгком самолёте Lockheed Model 10 Electra, профинансированном Университетом Пердью, Эрхарт пропала без вести в центральной части Тихого океана в районе острова Хауленд. Её жизнь и карьера продолжают привлекать внимание историков и по сей день, а загадка её исчезновения до сих пор не разгадана. В 2024 году на дне океана были найдены предположительно обломки самолёта.

## Биография

### Ранние годы

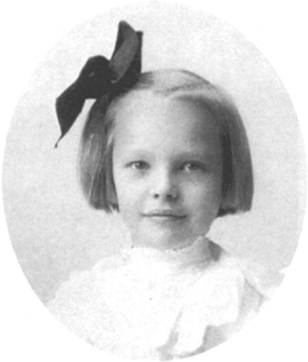
Амелия Эрхарт в детстве

Амелия Мэри Эрхарт родилась 24 июля 1897 года в городе Атчисон (штат Канзас) в семье адвоката Эдвина Эрхарта. Супруга Эдвина, Эми, была дочерью местного судьи. Амелия была старшим ребёнком в семье; вторая дочь, Мьюриэл, родилась через два с половиной года.
С ранних лет сёстры Эрхарт имели свободу выбора интересов, друзей и развлечений. Амелия с детства была отличной наездницей в конном спорте, плавала, играла в теннис и стреляла из подаренной отцом винтовки 22-го калибра. Читать она научилась в четыре года и с ранних лет читала множество разнообразной литературы, но особенно притягивали её книги о великих открытиях и приключениях. В результате, несмотря на свою принадлежность к «слабому полу», Амелия стала признанным лидером и заводилой среди детей с соседних улиц. Её отметки в школе почти всегда были отличными, особенно по естественным наукам, истории и географии. В возрасте 10 лет Амелия впервые увидела самолёт, но в тот момент не испытала к нему особого интереса. Позже она описывала его как «штуку из ржавой проволоки и дерева, совсем неинтересную».
Со временем финансовое положение семьи ухудшилось. Эдвин Эрхарт начал сильно пить, что впоследствии погубило его карьеру адвоката. В поисках новой работы семья несколько раз переезжала — сначала в Де-Мойн (Айова), затем в Сент-Пол (Миннесота). К 1915 году финансовое положение семьи ухудшилось настолько, что платья подрастающим дочерям приходилось шить из старых оконных занавесок. В итоге Эми, забрав дочерей, переехала к родственникам в Чикаго. Тем не менее осенью 1916 года мать смогла отправить Амелию в элитный колледж Ogontz School в Пенсильвании на деньги, полученные по наследству.
На Рождество 1917 года, приехав в Торонто, чтобы навестить младшую сестру, Амелия увидела на улице тяжело раненых солдат, прибывших с фронтов Первой мировой войны. Впечатление было столь сильным, что вместо возвращения в школу она записалась на ускоренные курсы медсестёр и пошла работать в военный госпиталь. Благодаря накопленному опыту в военном госпитале, Амелия начала склоняться к мысли посвятить свою жизнь медицине. Однако, посетив несколько аэрошоу на располагавшемся недалеко от госпиталя военном аэродроме, Амелия заинтересовалась авиацией, что впоследствии изменило её жизнь.

### Начало авиационной карьеры

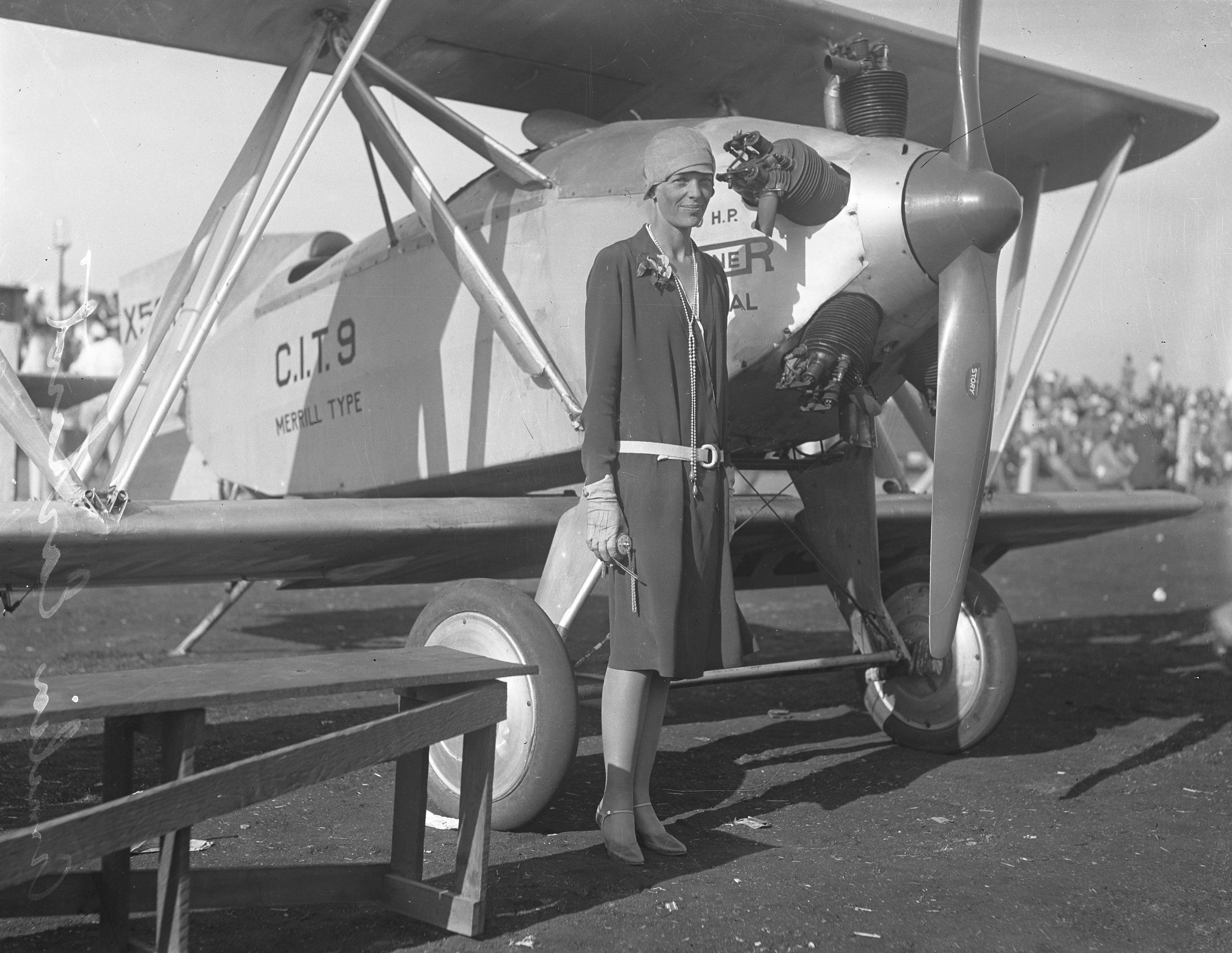
Амелия Эрхарт, Лос-Анджелес, 1928 год

Некоторое время Эрхарт изучала в Колумбийском университете физику, химию и медицину, а также французскую классическую литературу (она знала четыре иностранных языка). В 1920 году воссоединившаяся семья переехала в Лос-Анджелес. На Рождество 1920 года Амелия попала на выставку летательных аппаратов в Лонг-Бич, штат Калифорния, и через три дня — на аэродроме Роджерс Филд — совершила свой первый десятиминутный полёт в качестве пассажира. Очарованная ощущением полёта, Амелия решила научиться летать сама и в январе 1921 года начала брать уроки лётного мастерства.
Её первым инструктором была Анита (Нета) Снук — одна из немногих в те годы женщин-лётчиц. Для обучения использовался подержанный Curtiss JN-4. Нета отметила естественность новой ученицы, спокойно и уверенно чувствовавшей себя в кабине. Впрочем, отметила она и некоторую склонность Амелии к авантюризму — несколько раз ей приходилось вмешиваться в управление, препятствуя попыткам Амелии при заходе на посадку пролететь под проводами линии электропередач, проходившей рядом с аэродромом.
Уроки стоили недёшево и, чтобы оплатить обучение, Амелия занималась всевозможной работой — играла на банджо в мюзик-холле, работала фотографом, кинооператором, учительницей, секретаршей, телефонисткой, автомехаником и водителем грузовика — и в то же время пыталась узнать всё, что могла об авиации, от теории полёта до устройства авиамотора.
Летом 1921 года Эрхарт приобрела небольшой ярко-жёлтый биплан «Киннер Эйрстер» — её первый собственный самолёт. Нета Снук не одобрила приобретения. «Эйрстер» был опытным самолётом, существовавшим в единственном экземпляре, оснащённым 3-хцилиндровым двигателем воздушного охлаждения — одним из первых подобной конструкции в США. Один из цилиндров этого двигателя имел склонность к заклиниванию и в целом многие считали, что это опасный самолёт, строгий и не прощающий ошибок в пилотировании. Тем не менее, Амелия высоко оценила приобретение и проводила много времени в воздухе, осваивая искусство воздушной акробатики под руководством одного из опытных отставных армейских пилотов.
22 октября 1922 года Амелия Эрхарт установила свой первый мировой рекорд, поднявшись на высоту 14 000 футов (около 4300 м) — выше, чем это удавалось другим женщинам-пилотам. Постепенно Амелия «нарабатывала профессиональную репутацию». Интерес публики к авиации в те годы был огромен и на аэродромах Калифорнии часто проводились авиашоу с имитацией воздушных боёв, разнообразными рискованными трюками и состязаниями в искусстве высшего пилотажа. Амелия стала признанной звездой подобных воздушных родео, её имя стало появляться в прессе, посвященной авиации. Для пилотирования личного самолёта не требовалось обязательного наличия формальной лицензии, и тем не менее, 16 мая 1923 года Амелия Эрхарт получила лицензию (№ 6017) Международной авиационной федерации, став 16-й женщиной среди лицензированных пилотов.
Окончательный развод родителей в 1924 году и новое ухудшение финансового положения вынудили Амелию продать самолёт, чтобы купить автомобиль для поездки с матерью через всю страну в Бостон. Здесь Амелия получила работу преподавателя английского языка для детей иммигрантов в детском доме. Всё свободное время и деньги Амелия использовала для лётной практики. Она быстро приобрела известность и уважение в местных авиационных кругах, поскольку не только хорошо летала, но и не брезговала технической работой, помогая механикам обслуживать и ремонтировать самолёты и авиадвигатели на аэродроме.

#### Трансатлантический перелёт 1928 года
После перелёта Чарльза Линдберга через Атлантический океан в 1927 году жившая в Англии богатая американка Эми Гест выразила интерес к тому, чтобы стать первой женщиной, пересекшей Атлантику по воздуху. По её мысли, перелёт должен был символизировать дружбу между Великобританией и США. Перелёт был организован известным нью-йоркским издателем Джорджем Палмером Путнамом. Для перелёта был куплен 3-х моторный «Фоккер» F-VII, названный «Friendship» («Дружба»), и наняты пилот Уилмер Стульц и бортмеханик Лу Гордон.
Однако узнавшие о приготовлениях родственники заставили Эми Гест отказаться от полёта. Тогда она решила подыскать «подходящую» девушку: «американку, умеющую пилотировать самолёт, и обладавшую симпатичной внешностью и приятными манерами». Ею и оказалась Амелия Эрхарт, рекомендованная для этого предприятия адмиралом Р. Белкнапом, который интересовался авиацией и знал Эрхарт по её «авиационной активности» в Бостоне.
В глубоком секрете, дабы не привлекать внимания конкурентов, трёхмоторный Фоккер был переоборудован в мастерских на окраине Бостона, оснащён всем необходимым для трансатлантического перелёта и — на всякий случай — переоснащён с колёс на поплавки.
Вылетев с Ньюфаундленда 17 июня 1928 года, самолёт пересёк океан за 20 часов 40 минут и приводнился у побережья Англии — в Барри-Порте (Уэльс). Из-за сочетания редкостно плохой погоды и отсутствия опыта управления тяжёлыми многомоторными самолётами, Эрхарт, к своему глубокому сожалению, проделала этот путь фактически в качестве пассажира. После посадки она с досадой сказала репортёрам: «Меня просто везли, как мешок с картошкой!» Она постоянно стремилась переключить внимание прессы на пилотов «Фоккера», однако публику интересовала только «первая женщина в трансатлантическом перелёте». Тем не менее, это было реальное начало блестящей карьеры Эрхарт в авиации. После перелёта Амелия написала о нём книгу «Двадцать часов сорок минут», посвятив его жене спонсора — Джорджа Палмера Путнама.
Приобретённую известность Эрхарт использовала как плацдарм для активной пропаганды своих взглядов и идей, в частности, борьбы за равноправие женщин и их активное привлечение в традиционно «мужские» профессии, в особенности в авиацию. За короткое время она опубликовала в прессе множество статей о развитии и перспективах авиации, на эту же тему она читала публичные лекции во многих городах страны. Эрхарт была убеждена в большом будущем коммерческих авиаперевозок; она стояла у истоков организации нескольких крупных регулярных авиалиний США. Она любила заканчивать свои публичные выступления фразой, обращённой к слушателям: «До скорой встречи на трансатлантической авиалинии!»
В августе 1929 года Эрхарт участвовала в первой женской воздушной гонке Калифорния — Огайо. Перед последним этапом она имела лучшее время и все шансы на приз, однако произошёл несчастный случай. При выруливании на старт Эрхарт увидела, что у самолёта её главной соперницы Рут Николс загорелся двигатель. Заглушив мотор, Эрхарт бросилась к самолёту Николс, вытащила её из кабины горящего самолёта и оказала первую помощь. Когда к месту инцидента прибыли медики, Эрхарт наконец смогла взлететь и продолжила участие в гонке, однако пришла лишь третьей.
Тем не менее, в ноябре 1929 года, Амелия установила в Калифорнии мировой рекорд скорости на демонстрационном экземпляре «Веги» с двигателем мощностью 425 л. с., специально предоставленном руководством «Локхида». Амелии удалось разогнать машину до 197 миль в час (предыдущий рекорд составлял 156 миль в час). Одновременно лётчица продолжала осваивать тяжёлые многомоторные машины и в 1929 году получила наиболее престижную и «профессиональную» Транспортную лицензию Национальной Ассоциации Аэронавтики США, сдав экзамены на пассажирском «Ford Trimotor».
В 1929 году Эрхарт помогла сформировать международную организацию женщин-пилотов, названную «Девяносто девять» — по числу первых её членов. В 1930 году Амелия была избрана первым президентом ассоциации (сегодня её членами являются тысячи женщин-пилотов из многих стран мира). В том же году Эрхарт приобрела новый самолёт «Локхид-Вега». Это была новая скоростная машина — такая, в которой она нуждалась, чтобы ставить рекорды и оставаться «на переднем крае» развития авиации.
С точки зрения многих коллег Эрхарт, как и ранее с «Киннером», выбор был не бесспорен. Одна из её главных соперниц — Элинор Смит — считала этот самолёт слишком сложным в пилотировании, а в случае вынужденной посадки — просто опасным. По мнению Смит, при отказе двигателя лётные качества этого самолёта были «как у кувалды, летящей с горы». Тем не менее, в 1931 году Смит купила «Вегу», чтобы попытаться совершить на этом самолёте первый «сольный» женский перелёт через Атлантику, но вскоре разбила самолёт при посадке на аэродроме Гарден-Сити, Нью-Джерси. В итоге первый «сольный» женский перелёт был совершён на следующий год Амелией Эрхарт (позднее Амелия по случаю выкупила разбитую «Вегу» Смит, и после восстановления установила на ней 3 мировых рекорда).
При покупке самолёта в 1930 году Эрхарт досталась десятая «Вега», выпущенная заводом «Локхид» в Калифорнии. Машина долго не летала и находилась в плохом техническом состоянии, но на новый самолёт у Амелии просто не было средств. Совмещая освоение новой для себя машины с деловой поездкой, Амелия перегнала самолёт на Западное побережье, «сражаясь» по пути с многочисленными неисправностями и тяжёлым разрегулированным управлением. В Калифорнии самолёт был осмотрен на заводе «Локхид», где Уайли Пост — знаменитый лётчик-рекордсмен и «фирменный» пилот-испытатель «Локхида» — поднял его в воздух. После посадки он заявил, что самолёт по своему техническому состоянию представляет собой «хлам», не пригодный к полёту и почти не поддающийся управлению. То, что Амелия Эрхарт сумела на нём пересечь страну и остаться в живых, он отнёс на счёт счастливой комбинации удачи и выдающихся способностей пилота. В результате смущённое руководство «Локхида» бесплатно заменило самолёт на более новый.

#### Замужество
В начале 1931 года Амелия Эрхарт приняла предложение о браке от своего «пресс-агента» и делового партнёра Джорджа Путнама, который к этому времени развёлся с первой женой. Исключительно тихая и семейная брачная церемония прошла 7 февраля 1931 года в небольшом доме матери Путнама в штате Коннектикут. Никто из репортёров не был на неё допущен. И уже через два дня молодожёны вернулись к своей работе. По мнению большинства друзей и родственников, их брак оказался удачным и был организован на тех принципах равноправного партнёрства и сотрудничества, которые исповедовала Амелия. Тем не менее, некоторые из журналистов, незнакомых с семьёй, были склонны описывать его как «брак по расчёту». Эта версия, однако, была опровергнута в 2002 году, когда в распоряжение музея Университета Пардью (Индиана) была передана личная корреспонденция Эрхарт и Путнама, в том числе их любовные письма, хранившиеся до тех пор в частном семейном архиве.

### Зенит карьеры: достижения, известность, общественная деятельность
Весной 1931 года Эрхарт одной из первых женщин-пилотов осваивает автожир. В апреле 1931 года Амелия установила на этом летательном аппарате новый мировой рекорд высоты — 18 451 фут (5623,8 метров). На рубеже 1920—1930-х годов автожиры активно рекламировались как недорогая, более безопасная и, в перспективе, массовая альтернатива самолётам. В реальности, однако, первые образцы автожиров славились высокой аварийностью, особенно на взлёте и посадке. Демонстрационный образец автожира «Питкэрна» — многократно повреждавшийся, разбивавшийся и восстанавливавшийся — пилоты на фирме окрестили «Чёрной Марией» («Black Marie»), поскольку никому из них не удавалось налетать на этом аппарате хотя бы несколько часов без аварий и инцидентов. Общее мнение пилотов, ознакомившихся с машиной, сложилось быстро и гласило, что, «вероятно, максимальное время, которое кто-либо сможет безаварийно налетать на подобном аппарате, составляет не более 10 часов».
Тем не менее, весной 1931 года Эрхарт стала первой женщиной-пилотом, пересёкшим на автожире «Питкэрн PCA-2» всю территорию США. Чистое время в полёте составило 150 часов, с 76 посадками для дозаправки (требовавшейся примерно каждые 2 часа). При этом весь путь с востока на запад не был отмечен ни единой аварией.
Однако проблемы настигли её на обратном пути. В городе Абилин (штат Техас) во время взлёта на пути автожира оказался «пыльный дьявол» — внезапно возникающий небольшой пылевой вихрь — специфическое природное явление, характерное для этих мест. Из-за внезапно возникшего разрежения воздуха аппарат упал при взлете с высоты нескольких метров и полностью разрушился. К счастью для себя, Эрхарт не пострадала. На следующий день после этой аварии заводской пилот пригнал с завода «Питкэрна» новый автожир, и лётчица продолжила свой путь на восток.

#### 1932 год — одиночные полёты через Атлантику

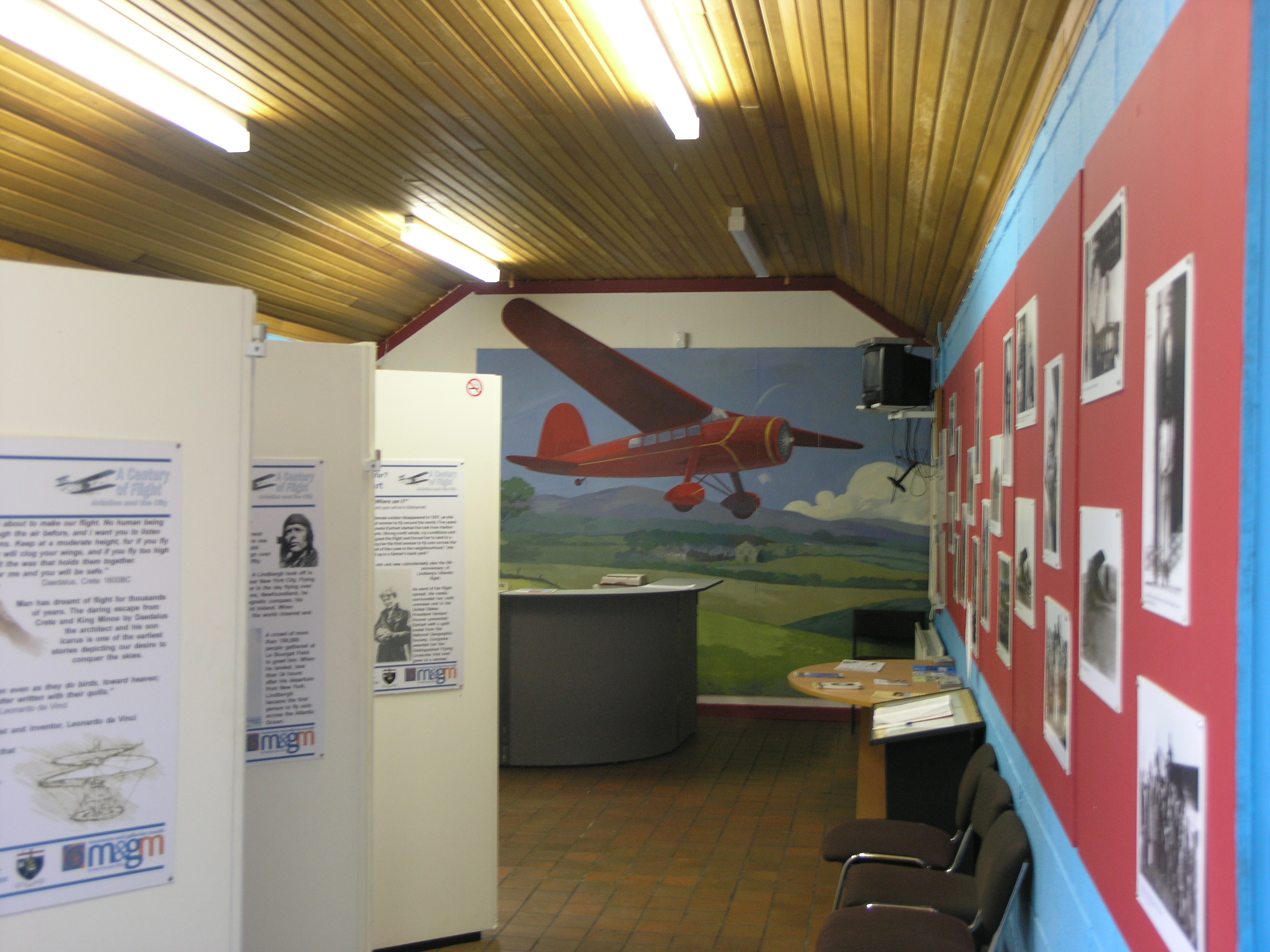
Музей Амелии Эрхарт, Дерри

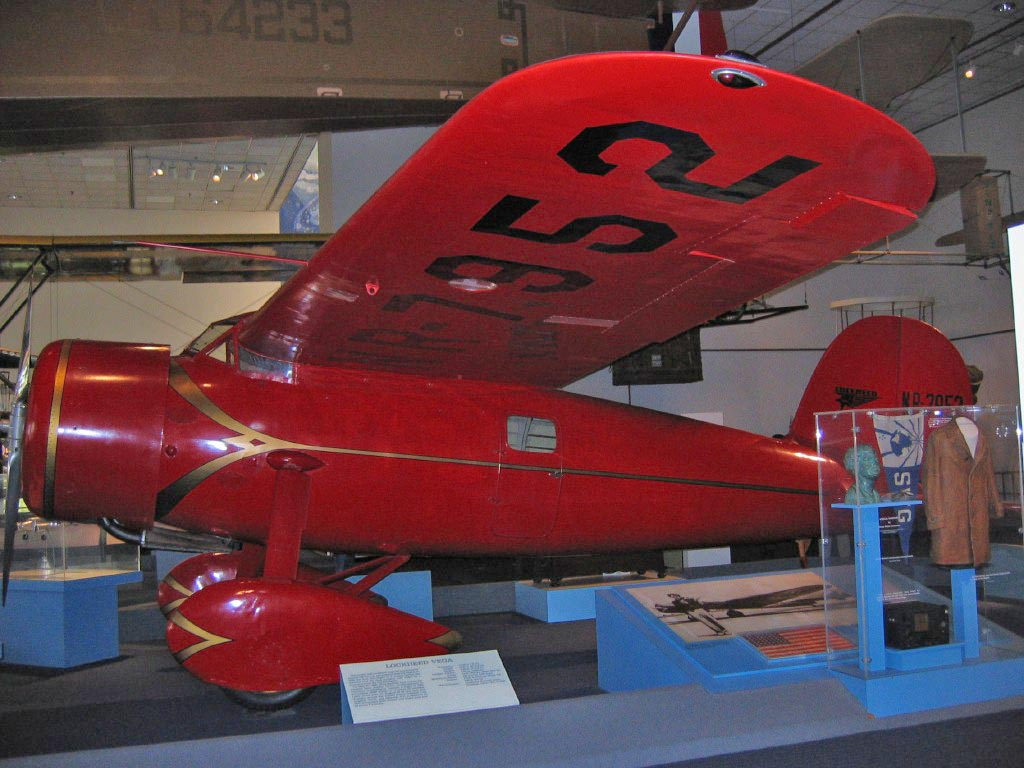
Самолёт Lockheed Vega 5b, на котором, как указано на табличке, летала Амелия Эрхарт, Национальный музей авиации и космоса

В мае 1932 года Эрхарт сделала решающий шаг ко всемирной известности. Вылетев из Ньюфаундленда на своём «Локхид-Вега» вечером 20 мая, она за 15 с половиной часов пересекла Атлантику — на этот раз в одиночку. Это был лишь второй успешный одиночный полёт через Атлантику — после успеха Чарльза Линдберга в 1927 году и после более чем десятка неудачных попыток повторить подвиг Линдберга, стоивших жизни многим опытным пилотам. Полёт был исключительно рискованным. Перегруженный топливом «Локхид-Вега» был достаточно неустойчивой и строгой в пилотировании машиной. Самолёт не имел радиосвязи, а, следовательно, у Амелии не было никакой «страховки» на случай непредвиденных обстоятельств. Метеопрогноз, обещавший приемлемую погоду над Атлантикой, оказался неверным, и вскоре после наступления темноты «Вега» вошла в зону сильного шторма с грозой и мощными порывами ветра. Перегрузки были таковы, что после посадки техники, осматривавшие самолёт, обнаружили, что все четыре дополнительные усиления, установленные перед полётом в крыле для увеличения прочности, треснули, и при следующем подобном испытании крыло, безусловно, разрушилось бы. По словам Эрхарт, «ощущения были такие, как будто я нахожусь в огромном барабане, заполненном водой, и дерусь там со слонами».
Проблемы усугубил отказ нескольких приборов, включая альтиметр и тахометр. Кроме того, нарушилась герметичность топливопроводов, и, наконец, треснул выхлопной коллектор.
Когда шторм закончился, началось обмерзание. В результате отяжелевшая «Вега» сорвалась в штопор, из которого Эрхарт удалось вывести самолёт над самыми гребнями волн: установленный на самолёте барограф-самописец зафиксировал резкую потерю высоты в несколько тысяч футов — практически вертикальную линию, обрывавшуюся над самым уровнем океана. С трудом Эрхарт нашла высоту, на которой обмерзание было умеренным и самолётом можно было управлять. После рассвета, взглянув на крыло, она увидела тонкую струю топлива, вытекавшую из трещины трубопровода от дополнительного бака. Понимая, что при таком состоянии самолёта полёт до Франции исключается, Эрхарт решила садиться на первый же показавшийся внизу пригодный участок суши. Это оказалось побережье Северной Ирландии — пастбище Галлахера недалеко от Лондондерри. Теперь Эрхарт была первой женщиной-пилотом, преодолевшим Атлантику в одиночку, а также единственным в мире на тот момент человеком, пересёкшим океан по воздуху дважды.
В Европе Эрхарт ожидал фантастический приём, а в США её триумфальное возвращение домой затмило торжества 1928 года. После этого полёта её статус и заслуги были безоговорочно признаны, и она была представлена ко многим государственным наградам — как США, так и других стран. Она стала первой женщиной и первым гражданским пилотом, получившим Крест лётных заслуг Конгресса США, а также Золотую медаль Национального географического общества — за вклад в авиационную науку и историю авиации. Эту медаль Эрхарт вручил лично президент США Герберт Гувер, в присутствии посланников более чем 20 государств. Кроме того, Эрхарт стала кавалером ордена Почётного легиона Франции, Креста короля Бельгии Леопольда и многих других европейских наград.
Помимо почитателей, у Эрхарт также имелись и критики, ставившие под сомнение её квалификацию, лётные навыки и достижения. Особую активность в этом направлении проявила её основная соперница — пилот Элинор Смит. Особого признания, однако, позиция критиков не получила, поскольку множество фактов «лётной биографии» Эрхарт, включая многочисленные рекордные перелёты, в том числе в сложных метеоусловиях, свидетельствуют о её высокой лётной квалификации. Лучшие профессиональные пилоты-рекордсмены и авиационные специалисты 1920—1930 годов, сталкивавшиеся с Эрхарт на профессиональной почве, отмечали её высокий профессионализм и «природный талант» как пилота. К их числу относились: Уайли Пост, Жаклин Кокран, Келли Джонсон, генерал Ли Уэйд и другие. Генерал Уэйд писал о совместном полёте с Эрхарт на одном из новых экспериментальных самолётов фирмы «Консолидэйтед» (специально сконструированном с «нейтральной устойчивостью» и потому особо «строгим» и не прощавшим ошибок в пилотировании): «Она была пилотом от рождения — с естественным и безошибочным чувством самолёта». При этом для Эрхарт это был первый полёт на этом самолёте. Также характерен эпизод, когда в 1929 году Эрхарт, посещая одно из аэрошоу в качестве гостьи, в течение нескольких часов облетала несколько самолётов различных типов, с которыми ей также никогда ранее не приходилось иметь дело.
После трансатлантического перелёта 1932 года Эрхарт стала наиболее известной женщиной-пилотом в мире и одним из наиболее популярных людей в США. Она множество раз пересекла страну из конца в конец — на самолёте и в автомобиле — выступая с публичными лекциями и активно пропагандируя авиацию и воздушные перевозки. Она испытывала новый образец парашюта, совершала погружение в Атлантике в водолазном костюме и опробовала выход из подводной лодки под водой через шлюзовую камеру, выступала в качестве «крёстной матери» при вводе в строй нового патрульного дирижабля для флота США. В то же время она продолжала готовить и совершать новые рекордные перелёты.
10 июля 1932 года — вскоре после возвращения из Европы — Эрхарт на своей отремонтированной «Веге» попыталась побить установленный её подругой и соперницей Рут Николс женский рекорд скорости на трансконтинентальном маршруте. Она стартовала в Лос-Анджелесе, но проблемы в топливной системе заставили её совершить незапланированную посадку в Колумбусе (Огайо), что увеличило её время на маршруте до 19 ч. 14 мин; «чистое» полётное время составило 17 ч. 59 мин. Тем не менее, рекорд был побит.
24 августа 1932 года Эрхарт установила новый рекорд, вновь преодолев трансконтинентальный маршрут — из Лос-Анджелеса в Ньюарк. Теперь она стала первой женщиной-пилотом, пересёкшей Американский континент от побережья до побережья без промежуточной посадки; время в полёте — 19 час. 7 мин. 56 секунд. Одновременно она побила и мировой женский рекорд дальности беспосадочного перелёта (2000 миль), установленный также Рут Николс на маршруте Окленд — Луисвилл.
На следующий год Амелия Эрхарт стала первой женщиной, принявшей участие в знаменитой трансамериканской гонке на приз Бендикса. Гонка 1933 года была отмечена целой чередой тяжёлых аварий и катастроф с гибелью пилотов и самолётов. Эрхарт была одним из немногих участников, сумевших пройти весь маршрут до конца, и перед завершением гонки могла претендовать на первое место. Однако «подвела матчасть» — неполадки в моторе привели к сильному перегреву, а затем вибрация разрушила крепление верхнего входного люка кабины; воздушный поток сорвал люк, крышка которого чуть не снесла киль самолёта. В результате Эрхарт пришла третьей.
Через несколько дней Эрхарт побила собственный прошлогодний рекорд на трансамериканском маршруте, установив новое рекордное время в полёте — 17 часов 7 минут 30 секунд. При этом незадолго до завершения перелёта вибрация и воздушный поток снова разрушили крепление верхнего входного люка кабины, и последние 75 миль — до посадки — Эрхарт вела самолёт одной рукой (другой приходилось удерживать крышку люка над головой, так как, если бы её сорвало, она могла бы повредить или снести киль самолёта).

#### Другие одиночные полёты
11 января 1935 года Амелия Эрхарт стала первым в мире человеком, преодолевшим на своей «Веге» над Тихим океаном в одиночку расстояние от Гавайских островов до Окленда, штат Калифорния. При попытках совершить такой одиночный перелёт погибло столько пилотов, что такие попытки были в итоге запрещены специальным решением правительства США; однако Эрхарт добилась для себя специального разрешения попытаться. Время в полёте составило 18 часов 16 минут. На аэродроме в Калифорнии её ожидала толпа в 18 тысяч человек и поздравительная телеграмма президента США Ф. Рузвельта — «Поздравляю — Вы победили снова».
Затем последовали рекордные полёты Лос-Анджелес — Мехико и Мехико — Нью-Йорк. Интересно, что Мексику Эрхарт посетила по приглашению её правительства и президента Ласаро Карденаса «с визитом доброй воли», то есть фактически как неофициальный государственный посланник США. В честь её визита правительство Мексики распорядилось выпустить специальную почтовую марку, почти немедленно ставшую предметом охоты филателистов.
На обратном пути Эрхарт установила новый мировой рекорд, преодолев дистанцию между Мехико и Нью-Йорком за рекордные 18 часов 18 минут. При этом она также оказалась первым человеком, преодолевшим весь Мексиканский залив по воздуху по прямой. Погода в этом районе известна своей непредсказуемостью, частыми внезапными изменениями и штормами — включая знаменитые флоридские ураганы. Поэтому стандартной практикой пилотов того времени являлось лететь только вдоль береговой линии — включая Чарльза Линдберга, установившего предыдущий рекорд скорости на маршруте Мехико — Вашингтон. Благодаря прямому курсу Амелии удалось улучшить время Линдберга на 14 часов, пройдя дистанцию до Вашингтона за 13 ч. 6 минут.
К середине 1930-х годов Амелия Эрхарт прочно вошла в самые высокие круги американского истеблишмента. Она стала близким другом президентского семейства и совершала ночные полёты над Вашингтоном с супругой президента Элеонорой Рузвельт; первая леди мечтала научиться сама управлять самолётом, и Эрхарт давала ей частные уроки.
В 1934 году Амелия Эрхарт и Джордж Путнам переехали в Калифорнию — в тёплом и солнечном климате Западного побережья можно было летать круглый год. В 1936 году Эрхарт приняла предложение о сотрудничестве университета Пердью в Индиане, где возглавила практические исследования по аэронавтике. Здесь же она организовала лётную школу, а также занималась консультированием по планированию карьеры для ещё немногочисленных тогда девушек-студенток.

### Последний полёт

Маршрут кругосветного перелёта.

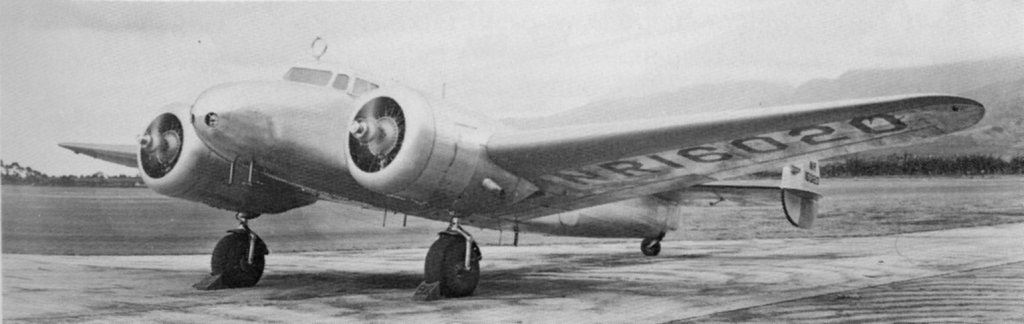
Самолёт Амелии Эрхарт Lockheed L-10E Electra. При подготовке к полёту большая часть иллюминаторов была закрыта, а в фюзеляже были установлены дополнительные баки.

В благодарность за сотрудничество летом 1936 года университет преподнёс Эрхарт ко дню рождения новейший двухмоторный моноплан «Локхид-Электра» L-10E. Теперь Эрхарт вплотную приблизилась к осуществлению своей давней мечты — совершить полёт вокруг света по самому протяжённому маршруту, держась как можно ближе к экватору. Эрхарт считала, что это будет её последний рекордный полёт. Она говорила прессе, друзьям и коллегам, что времена быстро меняются: «Скоро рекорды перестанут быть основным двигателем прогресса в авиапромышленности, и главным человеком в авиации уже теперь является не лихой пилот-сорвиголова, а хорошо подготовленный авиационный инженер». В соответствии с этим убеждением, по её словам, после возвращения из рекордного полёта она собиралась активно участвовать в разработке и осуществлении программы стратосферных и скоростных испытательных полётов, а в промежутках, наконец, отдать дань «калифорнийскому солнцу, книгам, друзьям и спокойному отдыху на природе». По воспоминаниям родственников и друзей, она также собиралась сделать хотя бы небольшую паузу в профессиональной деятельности, чтобы, наконец, обзавестись ребёнком (летом 1937 года ей должно было исполниться 40 лет).
Кругосветный перелёт начался 17 марта 1937 года. В полёте Эрхарт должны были сопровождать два штурмана — Гарри Мэннинг и Фредерик Нунан. Однако первая попытка оказалась неудачной. При старте с Гавайских островов для второго этапа перелёта шасси на разбеге не выдержало веса перегруженного топливом самолёта. Покрышка лопнула, и мгновенно вышедший из-под контроля самолёт, подломив шасси, проехался на брюхе по взлётной полосе, получив весьма серьёзные повреждения. Тем не менее, по невероятному везению, взрыва не произошло.
Решив совершить полёт во что бы то ни стало, Эрхарт отправила разобранный самолёт в Калифорнию морем для капитального ремонта на заводе «Локхид». Её вторая попытка началась 20 мая 1937 года. Теперь её сопровождал только один штурман — Фред Нунан. К этому времени сменился погодный сезон и господствующие ветра, и Эрхарт соответственно изменила план полёта: теперь она должна была лететь с запада на восток.

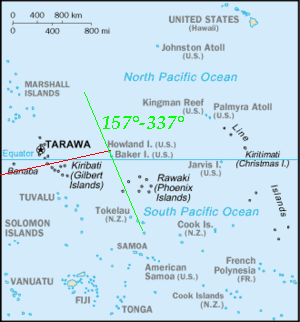
Карта района полёта в Тихом океане

К началу июля экипаж пролетел более 22 тысяч миль, успешно преодолев 80 % маршрута — через Атлантику, экваториальную Африку, Аравию, Индию и Юго-Восточную Азию. Некоторые из 28 этапов перелёта были официально зарегистрированы как мировые рекорды. График перелёта не был очень плотным, оставляя время для полноценного отдыха. 2 июля 1937 года Амелия и Фред Нунан вылетели из Лаэ — небольшого городка на побережье Новой Гвинеи, и направились к маленькому острову Хауленд, расположенному в центральной части Тихого океана. Там предполагалось дозаправиться перед следующим полётом — до Гонолулу.
Этот этап полёта был наиболее длинным и опасным — разыскать после почти 18 часов полёта в Тихом океане островок, лишь слегка поднимающийся над водой, было сложнейшей задачей для навигационной технологии 1930-х годов. По распоряжению президента Рузвельта на Хоуленде была построена взлётно-посадочная полоса специально для перелёта Эрхарт. Здесь самолёт ожидали официальные лица и представители прессы, а у побережья находился сторожевой корабль береговой охраны «Итаска», периодически поддерживавший с самолётом радиосвязь, служивший радиомаяком и пускавший дымовой сигнал в качестве визуального ориентира.
Согласно донесению командира корабля, связь была нестабильной, с корабля самолёт слышали хорошо, но Эрхарт на их вопросы не реагировала. Она сообщила, что самолёт в их районе, остров они не видят, бензина мало, и запеленговать радиосигнал корабля ей не удалось. Радиопеленгация с корабля также не принесла успеха, так как Эрхарт появлялась в эфире на очень короткое время, и частота её передатчика не попадала в оптимальный диапазон работы пеленгатора. Последняя принятая от неё радиограмма была: «Мы на линии 157—337… Повторяю… Повторяю… мы движемся по линии». Судя по уровню сигнала, самолёт должен был показаться над Хоулендом с минуты на минуту, однако так и не появился; не последовало и новых радиопередач. Судя по последнему сообщению, штурман определил посредством астрономической навигации, что они находятся на «линии положения» 157—337 градусов (зелёная линия на карте слева), проходящей через остров, и, не зная своего положения по широте, они летели вдоль этой линии, пытаясь найти остров.

## Поиски
Когда, согласно расчётам, на борту «Локхид-Электра» закончилось топливо, ВМС США немедленно начали поисково-спасательную операцию. Это была самая масштабная и дорогая подобная операция за всю историю американского флота. Множество кораблей, включая крупнейший в мире авианосец «Лексингтон» и линкор «Колорадо», покинув базы в Калифорнии и на Гавайских островах, срочно направились в центральную часть Тихого океана. Корабли и 66 самолётов в течение двух недель осмотрели 220 000 квадратных миль водной поверхности; было проверено множество небольших необитаемых островов и рифов, но все усилия оказались безрезультатны. Через 14 дней руководство флота заявило, что надежды более нет: по всей видимости, Амелия Эрхарт и Фред Нунан, потерпев крушение, погибли в океане. Таким образом, несмотря на беспрецедентные поиски, найти Эрхарт так и не удалось. 5 января 1939 года она была объявлена умершей, хотя неофициальные поиски продолжались и значительно позже и фактически предпринимаются и в наше время.
В мае 2013 года было объявлено, что предполагаемые обломки самолёта обнаружены сонаром в районе атолла Никумароро в архипелаге Феникс.
В январе 2024 года компанией Deep Sea Vision обломки самолёта Эрхарт были предположительно найдены на дне Тихого океана, к западу от острова Хауленд.

## Альтернативные версии
По окончании поисков не все приняли официальное мнение о причинах катастрофы на веру. Основанием для этого была геополитическая обстановка, сложившаяся в Тихом океане к середине 1930-х годов. В этот период основным потенциальным противником США на международной арене была Японская империя. Вопреки международным соглашениям, японцы активно строили военные объекты на переданных под их управление бывших германских островах в Тихом океане. При этом они категорически отвергали возможность любой международной инспекции и жестоко пресекали все попытки проникнуть за «бамбуковый занавес». Поэтому вскоре возникли конспирологические версии. Одна заключалась в том, что перелёт был прикрытием разведывательной операции, в ходе которой Эрхарт/Нунан проводили аэрофотосъёмку японских островов, и, потерпев аварию, после вынужденной посадки экипаж «Электры» попал в руки японцев, которые постарались секретно ликвидировать ненужных свидетелей их военных приготовлений. Согласно второй версии перелёт по маршруту Лаэ-Хауленд не состоялся, вместо него был разыгран «радиоспектакль» для создания повода США провести разведывательную операцию под видом поисково-спасательной. И, соответственно, ни Эрхарт, ни Нунан не погибли, а провели остаток жизни под другими именами.
В 1941 году началась война в Тихом океане. С боем захватывая у японцев тихоокеанские острова, американские войска получили множество свидетельств, косвенно подтверждающих версию о «японском следе». Нашлись люди, утверждавшие, что видели в плену у японцев на острове Сайпан белых женщину и мужчину — пилотов самолёта, потерпевшего катастрофу над океаном. Согласно свидетельствам, их обвинили в шпионаже и держали в тюрьме Гарапана — главного города на Сайпане. Разные свидетели приводили различные подробности, однако в общем сходились на том, что штурман Фред Нунан был убит японцами вскоре после пленения, а перед высадкой американских войск на Сайпан японцы казнили Амелию Эрхарт — вместе с несколькими другими американскими пленными, содержавшимися к этому времени в тюрьме Гарапана.
В послевоенный период несколькими экспедициями предпринимались попытки найти на о. Сайпан какие-либо материальные подтверждения этой версии. В результате было собрано много подтверждений устных свидетельств жителей острова; однако каких-либо материальных артефактов (как, например, останков Эрхарт или Нунана, или деталей их самолёта) до настоящего времени обнаружить не удалось.
Также неудачей до настоящего времени заканчивались неоднократные попытки исследовательской группы TIGHAR обнаружить следы пребывания самолёта Эрхарт и членов его экипажа на острове Никумароро (большой Гарднер, в группе островов Феникс), подтвердив тем самым свою версию катастрофы.
Таким образом, тайна исчезновения Амелии Эрхарт, её штурмана и самолёта остаётся неразгаданной до сих пор.
В 1940 году на необитаемом тихоокеанском атолле Никумароро был обнаружен скелет, который посчитали принадлежавшим мужчине. Однако в 2016 году учёные провели новую антропологическую экспертизу, которая показала, что останки могли принадлежать и женщине такого же роста и этнической принадлежности, как и Амелия Эрхарт. Кроме того, на атолле Никумароро нашли артефакты, которые, возможно, принадлежали именно Амелии Эрхарт и её штурману Фреду Нунану — остатки лётной куртки, зеркало, фрагменты алюминиевых листов и косметический крем от веснушек.
Телеканал History Channel (США) анонсировал премьеру 9 июля 2017 года документального фильма «Утраченная улика», в котором представляется фотография, обнаруженная в Национальном архиве США. Предположительно на ней запечатлены Фред Нунан и Амелия Эрхарт в группе людей на атолле Джалуит, что свидетельствует в пользу версии об их попадании в японский плен.

## Память

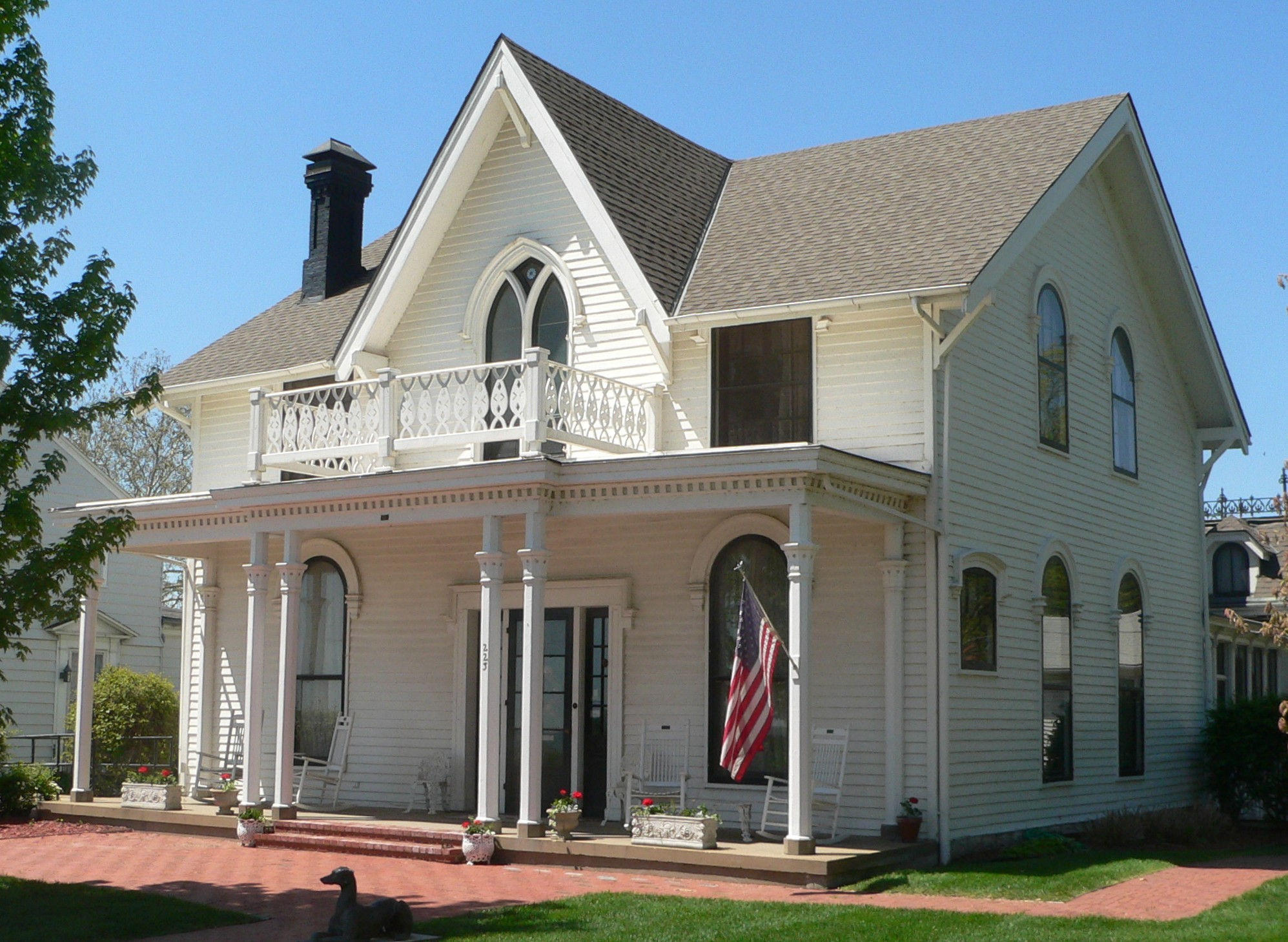
Дом-музей Амелии Эрхарт в Атчисоне

- На Кладбище Мемориального парка «Вальхалла» её именем назван мемориал покорителей неба.
- В её честь названы астероид (3895) Эрхарт[укр.][22], спутник-«пропеллер» Сатурна Эрхарт, венец Эрхарт на Венере[23].
- На родине Эрхарт, в Атчисоне, штат Канзас, каждый год проводится фестиваль Амелии Эрхарт, куда съезжается до 50 тысяч гостей. Стандартная программа фестиваля включает показательные полёты с выполнением фигур высшего пилотажа, концерты музыки кантри под открытым небом, фейерверк, и день открытых дверей в Доме-музее Амелии Эрхарт, который с 1971 года официально включён в Регистр исторических достопримечательностей национального значения США.
- В деревне Копище Минского района одна из улиц названа в честь Амелии Эрхарт.